# Yvan Estienne
Pour les articles homonymes, voir Estienne.
Yvan Estienne, né le 8 mai 1951 au pied du massif des Écrins dans le département français des Hautes-Alpes, est guide de haute montagne depuis 1975, alpiniste (chef d'expédition sur plusieurs sommets à plus de 8 000 m à son actif, dont l'Everest, organisateur et chef d'expédition. Il est également formateur au syndicat national des guides de montagne (SNGM) et au centre régional et européen du tourisme (CRET), section montagne, de Briançon dans les Hautes-Alpes.

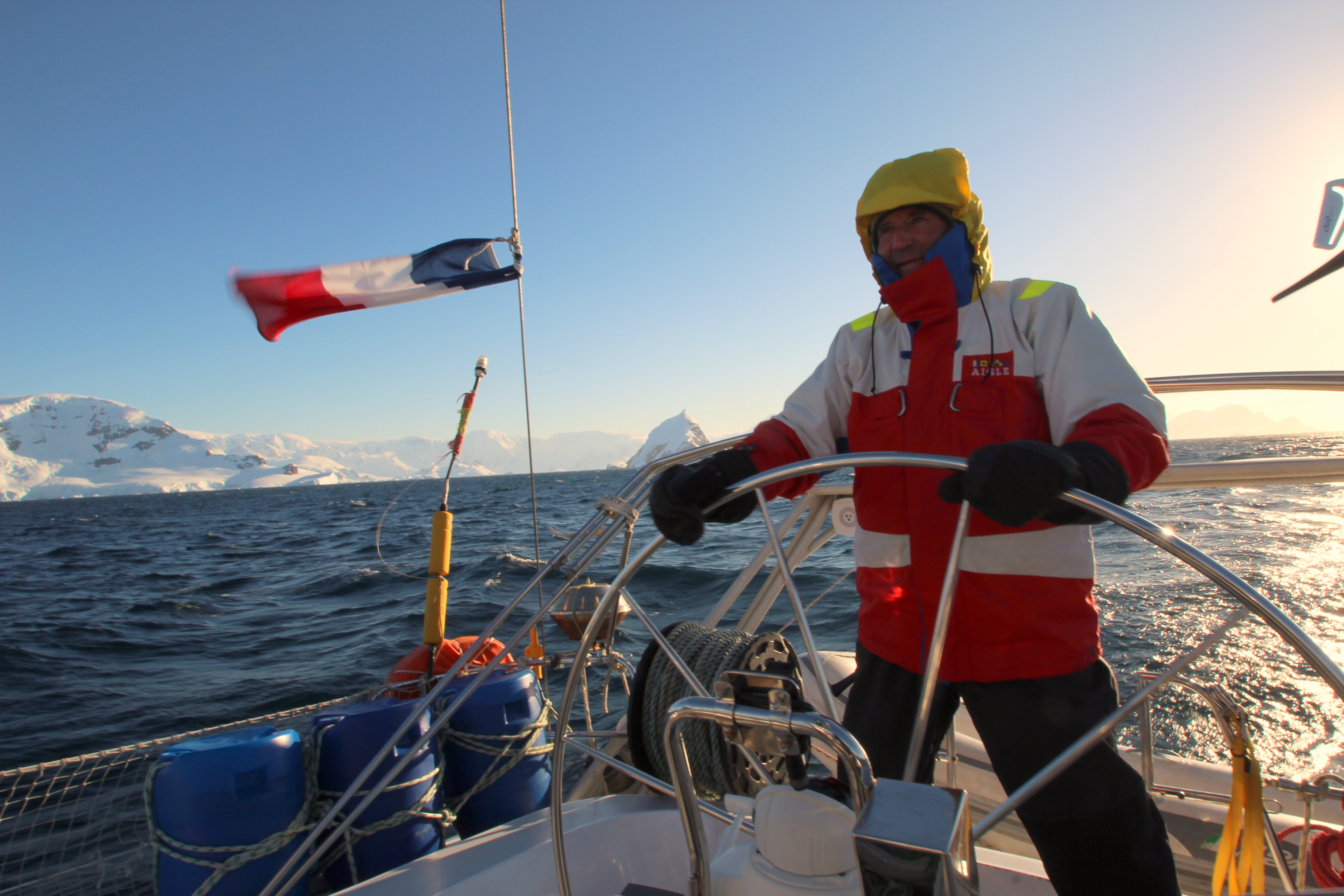
Yvan Estienne en Antarctique 2012.

Yvan Estienne est cofondateur de l'agence Colibri en Bolivie. Il a collaboré avec différents magazines (Montagnes Magazine, Trek Magazine, Vertical, Alpinisme et randonnée, Grands Reportages, Alpinist (en) (États-Unis), Géo (Canada), Weekend (Argentine), Himalayisme (Népal). Il est l'auteur de deux bandes dessinées, Les aventures de Désiré Lamour, guide de haute montagne, aux éditions du Fournel en 2008, et de Désiré Lamour - Le Mont Hynak parue en juin 2011. Il a également collaboré au tournage du film Gaspard de la Meije de Bernard Choquet. Il est guide dans le film de Sébastien Devrient avec Carole Dechantre La Barre des Écrins et chef d'expédition dans le film de Pierre Nicolas Morin sur des images de Pierre Petit, Darwin, la cordillère secrète. Il tourne le film Le Doigt de Dieu, au-delà des sommets sur la traversée de la Meije avec Michel Serres en 2014. Son dernier film Antarctica, mon rêve de l'extrême sud est sorti  en 2020.
La plupart de ses films ont été réalisés en collaboration avec Pierre Petit et Laurent Cistac.

## Réalisations
- Organisateur et chef d'expédition :
  - 2012, 2015, 2016, 2017, 2018, 2020 : expédition en péninsule Antarctique
  - 2012 : Kilimanjaro
  - 2009 : « Un rêve de Darwin » dans la cordillère Darwin en Terre de Feu
  - 2006 : pic Lénine, 7 140 m (Kirghizistan)
  - 2004 : Kedar Dome (en), 6 800 m (Himalaya du Garhwal, Inde)
  - 2002 : Chopicalqui, 6 400 m (cordillère Blanche, Pérou)
  - 2001 : Mustagh Ata, 7 590 m (Chine)
  - 2000 : Aconcagua, 6 900 m (Argentine)
  - 1999 : Ama Dablam, 6 822 m (Népal)
  - 1998 : Sajama, 6 500 m (Bolivie)
  - 1997 : Everest, 8 849 m
- Chef d'expédition :
  - 1996 : Kang Yase, 6 000 m (Ladakh, Inde)
  - 1996 : Island Peak, 6 400 m (Népal)
  - 1995 : Mera Peak, 6 400 m (Népal)
  - 1994 : Huascaran, 6 800 m (Pérou)
  - 1994 : Aconcagua, 6 900 m (Argentine)
  - 1993 : Torong Peak, 6 100 m (Népal)
  - 1992 : Everest, 8 849 m
  - 1990 : Makalu, 8 500 m
  - 1989 : Chimborazo, 6 400 m, Cotopaxi (Équateur)
  - 1988 : Illimani, 6 400 m et Illampu, 6 300 m (Bolivie)
- Premières :
  - 1989 : première dans la face nord du Condoriri, 5 200 m (Bolivie) avec Patrick Gabarrou
  - 1984 : première ascension de l’arête ouest du Nuptse, 7 800 m (Népal) avec Raymond Renaud, Rémi Roux, etc.
  - 1979 : première de la face nord de l’Ama Dablam, 6 822 m (Népal) avec Raymond Renaud, Gérard Estienne, etc.
  - 1978 : première au Djebel Misht (Oman) avec Raymond Renaud, Marc Salomez et Francis Chaud
  - 1984 : première traversée des arêtes du massif des Écrins en 15 jours en compagnie de Louis Audoubert
  - 1972 : première hivernale de la face nord du pic Coolidge avec Marcel Molinatti, Christian Chancel

## Sources
- Site de l'expédition Un rêve de Darwin
- Site de l'ENSA
- [PDF] Le CRET-CCI
- Les livres sur la montagne